# Фридман, Глория
Глория Фридман (нем. Gloria Friedmann; род. 1950, Кронах, Германия, живёт и работает в Энье-ле-Дюк, Франция) — современная художница.

## Биография
Глория Фридман родилась в 1950 в Кронахе, Германия, с 1977 живет и работает во Франции. Она выставляется с 1980 (в этот год у неё была персональная выставка в Национальном музее современного искусства в Париже, также она приняла участие в Парижской биеннале). С тех пор у Фридман прошло большое количество персональных и групповых выставок в Европе и США.

## Творчество
В основе работ Глории Фридман лежит вопрос о взаимосвязи между человеком и окружающей средой. С 1990 она работает с «живыми картинами»: живыми временными инсталляциями, в которых животные помещены в городское окружение наряду с атрибутами современной материальной культуры (такими как торговые тележки, машины и т. п.).
Её скульптуры под открытым небом, которые она создает с 1985, связаны с идеей «природной красоты». Сочетание природных материалов и использование языка минимализма, помогает художнику сфокусироваться на отношениях природа/культура, которые представляют собой основную проблематику её творчества. Работа «Красный квадрат», созданная Фридман в сотрудничестве с архитектором Adelfo Scaranello, расположена на лугу в сердце французской провинции Шампань. Произведение является одновременно скульптурой и убежищем (без водопровода и электричества), рассчитанным на шесть человек.
Глория Фридман приняла участие в 2009 в основном проекте Московской биеннале современного искусства. Инсталляция «Живопись в абсурдизме» включала нацистскую свастику из брюк и сапог Вермахта и трёх репродукций картин, написанных в период с 1933 по 1945 Эйзенхауэром, Гитлером и Черчиллем.

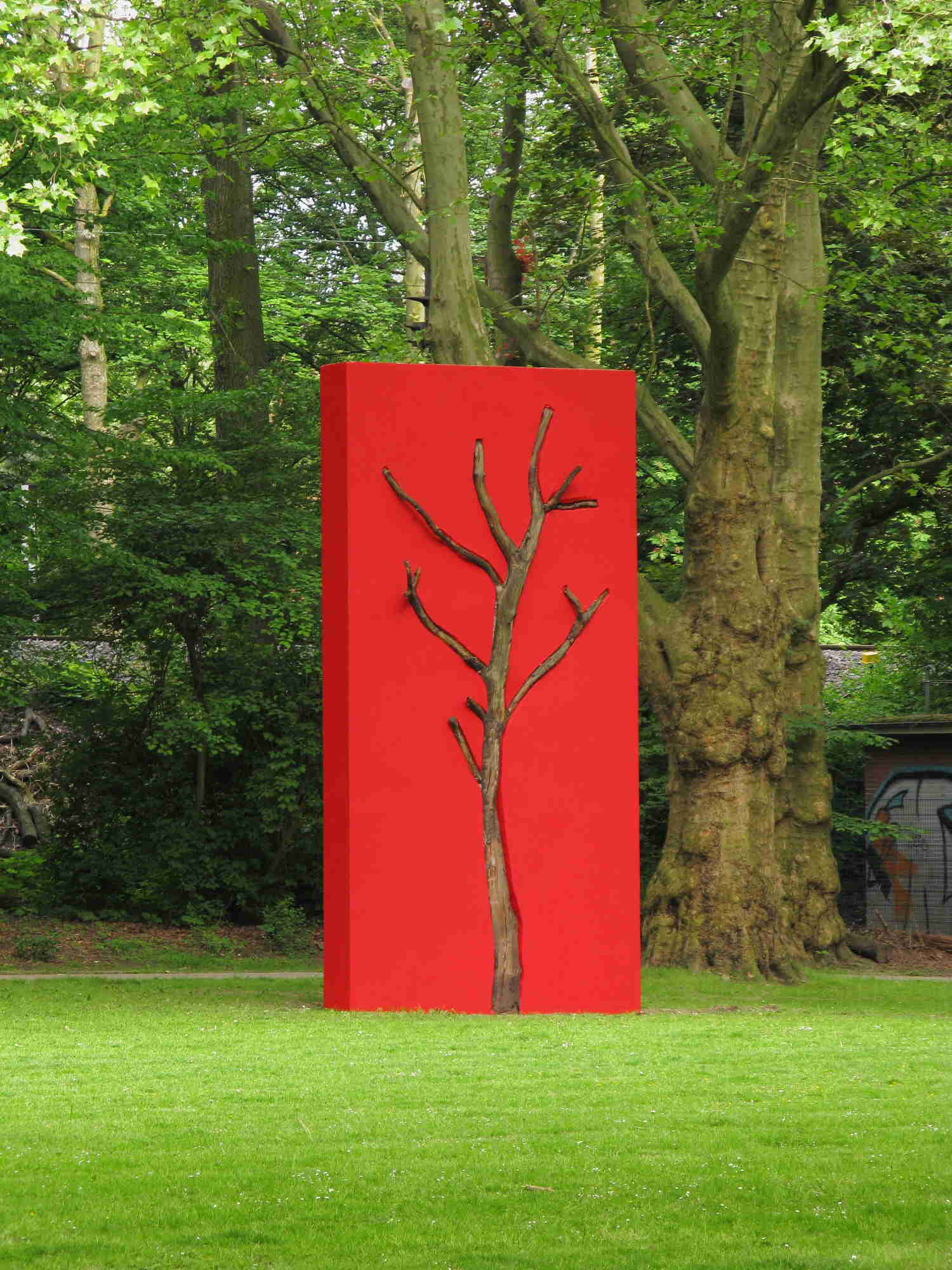
Moltkeplatz Essen.jpg

## Персональные выставки
- 2009 Bebopacalypse, Mario Mauroner Contemporary Art, Вена
- 2007 Bebopacalypse, Galerie Cent8-Serge le Borgne, Париж
- 2005 Kunstraum, Дорнбирн
- 2005 Galerie Cent8-Serge le Borgne, Париж
- 2004 Galerie Fortlaan 17, Гент
- 2003 Museum Küppersmühle für Moderne Kunst, Дуйсбург
- 2002 Elisabeth Kaufmann, Цюрих
- 2002 Karaoke/Big Bang Parallel, Annely Juda Fine Art, Лондон
- 2001 Galerie Cent8-Serge le Borgne, Париж
- 1999 Galerie Fortlaan 17, Гент
- 1999 Green Piece, Brigitte March, Штутгарт
- 1998 Who´s who, Galerie Seitz & Partner, Берлин
- 1998 Galerie Cent8-Serge le Borgne, Париж
- 1993 Le Consortium, Дижон